# Бікмурзино (Нурімановський район)
Бікму́рзино (рос. Бикмурзино, башк. Бикмырҙа) — присілок у складі Нурімановського району Башкортостану, Росія. Входить до складу Байгільдінської сільської ради.
Населення — 150 осіб (2010; 134 у 2002).
Національний склад:
- татари — 67 %
- башкири — 32 %